# Gediminas Paulauskas
Gediminas Paulauskas (født 27. oktober 1982 i Panevėžys, Sovjetunionen) er en litauisk tidligere fodboldspiller (forsvarer). Han spillede 22 kampe for det litauiske landshold i perioden 2005-2009.
På klubplan repræsenterede Paulauskas blandt andet Ekranas og Vėtra i hjemlandet, og var desuden udlandsprofessionel i både Schweiz, Polen, Hviderusland, Ukraine og Tyrkiet.